# Улица Коновалова (Москва)
У́лица Конова́лова (до 1959 года — Конова́ловский тупи́к) — улица, расположенная в Юго-Восточном административном округе города Москвы на территории Рязанского района.

## История
В черте Москвы оказалась в составе бывшей деревни (позже посёлка) Чухлинка. Улица предположительно названа в память о местном рабочем Анатолии Михайловиче Коновалове (1904—1923), погибшем от рук бандитов при охране государственного имущества.
Изначально называлась Коноваловский тупик и оканчивалась у бараков посёлка Чухлинка. Современное название улица носит с конца 1940-х годов, а в 1959 году, в результате сноса бараков и застройки окрестностей многоквартирными домами, была продлена от пересечения с 1-й Полевой просекой (ныне улица Михайлова) до Рязанского шоссе и перестала являться тупиком.

## Расположение
Улица Коновалова начинается от дублёра Рязанского проспекта и идёт на северо-восток. По пути следования пересекает улицу Михайлова и Шатурскую улицу. Улица заканчивается недалеко от платформы «Чухлинка», переходя в 1-й Казанский просек.

## Транспорт
•   Автобусы: 51, 334, 371, 725.
- Платформа «Чухлинка» Горьковского направления МЖД — в 100 м на север от конца улицы.
- Платформа «Перово» Казанского и Рязанского направлений МЖД — в 440 м на север от конца улицы.
- Платформа «Плющево» Казанского и Рязанского направлений МЖД — в 730 м на юго-восток от конца улицы.
- Станция метро «Стахановская» Некрасовской линии — в 410 м на запад от начала улицы.